# PKP-Baureihe ED161
Die Baureihe ED161 ist ein von PESA Bydgoszcz hergestellter Elektrotriebwagen, welcher für den Fernverkehr bestimmt ist. Das Fahrzeug ist ebenfalls unter dem Namen Pesa Dart bekannt. Die bislang erste Bestellung über insgesamt 20 Triebzüge erfolgte durch PKP Intercity. Obwohl diese Fahrzeuge lediglich eine Höchstgeschwindigkeit von 160 km/h erreichen, bietet der Hersteller ebenfalls eine Ausführung mit 250 km/h an.

## Geschichte
2004 fertigte Pesa mit der Baureihe EN97 den ersten Elektrotriebwagen, die von der Warszawska Kolej Dojazdowa (WKD) bestellt worden war. In den darauffolgenden Jahren erweiterte das Unternehmen sukzessive sein Angebot an Elektrotriebwagen. 2005 entstand die Baureihe ED59, gefolgt vom ED74 (2007). Im Jahr 2010 wurde mit dem Pesa Elf der bisher meistverkaufte Elektrotriebwagen aus dem Hause Pesa konzipiert.
Für die Entwicklung des Dart erhielt das Unternehmen im April 2014 einen Zuschuss vom Narodowe Centrum Badań i Rozwoju (Nationalen Zentrum für Forschung und Entwicklung) in Höhe von sieben Millionen Złoty.

## Konstruktion

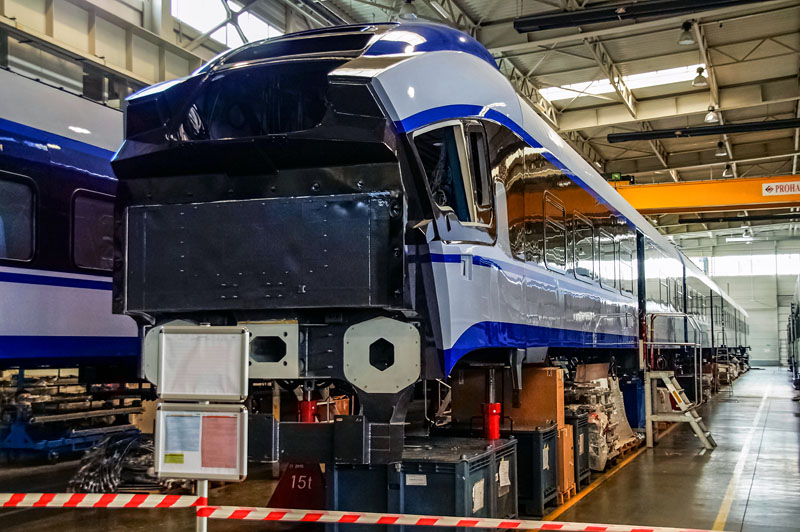
ED161-005 während der Produktion

Die Wagenkästen sind aus Stahlelementen gefertigt. Die Baureihe erfüllt gemäß der DIN EN 15227 die Anforderungen zur Kollisionssicherheit von Schienenfahrzeugkästen. In der Ausführung für PKP Intercity weist der achtteilige Triebwagen auf jeder Seite insgesamt acht Türen auf. Im Zug gibt es ein spezielles Abteil für Zugpersonal sowie einen Bistrobereich. Die Einstiegshöhe beträgt 76 cm. Für bewegungseingeschränkte Menschen gibt es eine spezielle Rampe und eine angepasste Toilette. Um die Geräuschkulisse im Innenraum des Zuges zu verringern, befindet sich der Wechselrichter auf dem Dach. Des Weiteren gibt es je sechs Fahrrad-Stellplätze und Toiletten, Steckdosen, Gepäckstellen, Überwachungskameras und ein elektronisches Informationssystem. Die Fahrzeuge sind klimatisiert und für eine zukünftige Nachrüstung von Wi-Fi und Telefonsignalverstärker vorbereitet.

## Bestellungen

Einsatzstrecken:
seit Dez. 2015 seit Jan. 2016
seit Apr. 2016

Am 23. Mai 2014 unterzeichneten PKP Intercity und PESA Bydgoszcz einen Vertrag zur Bestellung von 20 Pesa Dart-Triebwagen. Diese werden auf folgenden Strecken eingesetzt: Jelenia Góra – Wrocław – Łódź – Warszawa – Białystok/Lublin und Białystok/Lublin – Warszawa – Koluszki – Częstochowa – Katowice – Bielsko-Biała.
Die Bestellung gab dem Auftraggeber zusätzlich die Möglichkeit innerhalb von drei Jahren zehn weitere Triebwagen zu ordern. Mit dem 23. Mai 2017 verfiel diese Option.
Dieser Auftrag hatte einen Gesamtwert von 193 Mio. €, davon wurden vom EU-Kohäsionsfonds insgesamt 155 Mio. € (80 %) kofinanziert.